# Pär Bäcker
Pär Bäcker, född 4 januari 1982 i Grums, är en svensk före detta professionell ishockeyspelare. Han spelade senast i det danska laget Aalborg Sport. Han har tidigare spelat i Grums IK, Färjestads BK, Djurgårdens IF och Bofors IK.

## Karriär
Efter några framgångsrika säsonger i moderklubben Grums IK och Bofors IK inledde Bäcker sin professionella hockeykarriär i Färjestads BK inför säsongen 2001/2002. Han gjorde stor succé under debutsäsongen då han noterades för sex poäng på tio spelade slutsspelsmatcher och var en stor bidragande orsak till att Färjestad vann SM-guld samma år. Han ansågs vara en av landets främsta talanger inom sin idrott och spåddes en lysande framtid. Påföljande säsong gjorde han 27 poäng på 49 spelade elitseriematcher.
Bäcker började få allt mindre speltid i Färjestad samtidigt som hans poängskörd minskade. Efter sammanlagt fem säsonger och två SM-guld med Färjestad gick han över till Djurgårdens IF säsongen 2006/2007 med förhoppningen att få en nystart på karriären. Bäcker gjorde två godkända säsonger i Djurgården innan han 2008 flyttade till Danmark för att spela i Aalborg Sport. Efter säsongen 2009/10 meddelade Bäcker att han väljer att avsluta sin professionella hockeykarriär vid 29 års ålder då han saknade motivation för sporten.   
Bäcker har varit för elitcyklist i Kungälvs team. Numera för Ryska posten racingteam.